# Crossing the Bridge - The Sound of Istanbul
Pour les articles homonymes, voir Crossing the Bridge.
Pour plus de détails, voir Fiche technique et Distribution.
Crossing the Bridge - The Sound of Istanbul est un film documentaire allemand réalisé par Fatih Akin, sorti en 2005.

## Synopsis
Un voyage à la découverte des sons d'Istanbul en suivant les pérégrinations d'Alexander Hacke, bassiste d'Einstürzende Neubauten.

## Fiche technique
- Titre : Crossing the Bridge - The Sound of Istanbul
- Réalisation : Fatih Akin
- Scénario : Fatih Akin
- Photographie : Hervé Dieu
- Montage : Andrew Bird (en)
- Pays d'origine : Allemagne
- Format : couleurs - 1,85:1 - Dolby EX 5.1 - 35 mm
- Genre : documentaire
- Durée : 90 minutes
- Date de sortie : 13 juillet 2005

## Artistes (par ordre d'apparition)
- Baba Zula
- Orient Expressions
- Duman
- Replikas
- Erkin Koray
- Ceza
- Ayben
- Istanbul Style Breakers
- Mercan Dede
- Selcuk
- Brenna MacCrimmon
- Selim Sesler
- Siyasiyabend
- Nur Ceylan
- Aynur
- Orhan Gencebay
- Müzeyyen Senar
- Sezen Aksu
- Sertab Erener
- Christian Velud